# عودة أبو الحكي
عودة أبو الحكي هي رواية للكاتب المغربي إدمون عمران المالح(Edmond Amran El Maleh)، نُشرت عام 2000 عن دار أفريقيا الشرق، وتقع في 207 صفحة .تطرح الرواية قضايا الهوية والمنفى والذاكرة الجماعية في فضاء متعدد الأصوات، معتمداة على لغة شعرية مكثفة تمزج بين العربية والفرنسية والدارجة المغربية، مما يجعل الرواية امتداداً لمشروع المالح الأدبي القائم على التعدد الثقافي والهجنة السردية.

## أحداث الرواية
عودة أبو الحكي هي رواية تأملية للكاتب المغربي إدمون عمران المليح، تسرد رحلة الحكواتي الرمزي "أبو الحكي" في استعادة الذاكرة المغربية المنسية عبر الحكايات. تدور أحداث الرواية في فضاء سردي متداخل بين الواقعي والمتخيل، حيث يتنقل أبو الحكي بين الأزمنة والأمكنة، مستحضراً شخصيات تاريخية وأسطورية من الهامش المغربي، مثل الفقهاء والمتصوفة والنساء المنسيات، ليعيد تشكيل التاريخ من منظور شعبي. تتخلل الرواية تأملات فلسفية حول فعل الحكي والهوية، ويظهر صوت الراوي المتأمل كمرافق داخلي يطرح أسئلة وجودية ويعترف بسرقة الحكايات، مما يضفي على النص طابعًا من التوتر بين الحقيقة والأسطورة. بأسلوب شعري وتعدد لغوي، تمزج الرواية بين الذاكرة الفردية والجماعية، وتُقدّم الحكي كفعل مقاومة للنسيان، في مواجهة تاريخ رسمي يتجاهل أصوات الضحايا والمهمشين

## شخصيات الرواية
- أبو الحكي: الشخصية المحورية، يمثل الحكواتي المغربي التقليدي، ويُجسّد صوت الذاكرة الجماعية، يتنقل بين الأزمنة والأمكنة ليحكي عن شخصيات وأحداث من التاريخ المغربي، في سرد يخلط بين الواقعي والمتخيل.
- الراوي المتأمل: صوت داخلي يرافق أبو الحكي، يطرح أسئلة فلسفية حول الحكي والكتابة والهوية، ويعترف بأنه "سارق حكايات"، مما يضفي على النص طابعًا من التوتر بين الحقيقة والأسطورة.
- شخصيات تاريخية وأسطورية: تظهر في الحكايات التي يرويها أبو الحكي، مثل فقهاء، متصوفة، تجار، نساء منسية، وشخصيات من الهامش، تُستعاد لتسليط الضوء على تحولات المجتمع المغربي.

## اقتباسات من الرواية
"أنا سارق حكايات، لا أملك إلا ما أرويه، وما أرويه ليس لي." هذا الاقتباس يكشف التوتر بين الذات الراوية والذاكرة الجمعية، ويطرح سؤالًا عميقًا حول ملكية السرد.
"الحكاية لا تموت، بل تتوارى في الصمت، حتى يأتي من يوقظها." هنا يحتفي الكاتب بقوة الحكي كوسيلة لإحياء التاريخ والهويات المنسية.

"أبو الحكي لا يسرد، بل يستعيد، يعيد تشكيل الزمن بالكلمات." يُبرز هذا القول الدور الرمزي لأبو الحكي كمنقّب في الذاكرة المغربية.

## أسلوب الرواية
تتسم رواية عودة أبو الحكي للكاتب المغربي إدمون عمران المليح بأسلوب سردي تأملي يمزج بين الواقعية والخيال، ويعتمد على تقنيات الحكي التقليدي المستوحاة من التراث المغربي. يتخذ السرد طابعًا حلزونيًا غير خطي، حيث تتداخل الأزمنة والأمكنة في بنية سردية مفتوحة، تُستعاد فيها الذاكرة الجماعية عبر صوت الحكواتي الرمزي "أبو الحكي". يستخدم الكاتب لغة شاعرية متعددة المستويات، تتراوح بين الفصحى والعامية، وتُوظّف الرموز والأساطير لتفكيك التاريخ الرسمي وإعادة تشكيله من منظور شعبي. كما يحضر صوت الراوي المتأمل كمكون ميتاسردي يطرح أسئلة فلسفية حول الهوية والكتابة، مما يمنح النص بعدًا تأمليًا يتجاوز الحكاية إلى مساءلة فعل السرد ذاته. يجمع الأسلوب بين البساطة الظاهرية والعمق الرمزي، ويُقدّم الحكي كأداة مقاومة للنسيان والتهميش في سياق ثقافي وتاريخي مغربي

## تأثير الحكواتي
يُعدّ الحكواتي شخصية محورية في الثقافة الشعبية المغربية، إذ يجسّد دور الراوي التقليدي الذي ينقل الحكايات الشعبية والسير والملاحم في فضاءات عامة مثل ساحات الأسواق، أبرزها ساحة جامع الفنا بمراكش. يُعرف هذا الفن باسم "فن الحلقة"، حيث يتجمّع الجمهور في دائرة حول الحكواتي الذي يُؤدي الحكاية بأسلوب مسرحي يجمع بين الإلقاء والتعبير الجسدي والصوتي. لا يقتصر دور الحكواتي على التسلية، بل يُسهم في حفظ الذاكرة الجماعية ونقل القيم الأخلاقية والاجتماعية، ويُعدّ مصدرًا أوليًا لتنشئة الأطفال على الأدب والخيال. وقد ألهم هذا الفن العديد من الكتّاب المغاربة، مثل أحمد بوزفور ومحمد البوعبيدي، الذين استثمروا الحكايات الشعبية في أعمالهم السردية، مما ساهم في دمج التراث الشفهي بالأدب المكتوب. ومع تراجع المجالس العائلية وتغيّر أنماط الحياة، بات الحكواتي رمزًا لذاكرة مهددة بالاندثار، ما دفع الباحثين إلى توثيق هذا الفن، كما فعل أسامة الخضراوي في كتابه "أسرار الحكواتي: جماليات الحكي وذخائر السير الشعبية"، الذي يُعدّ مساهمة أكاديمية في صون هذا التراث الثقافي الحي

## النقد والاستقبال
حظيت رواية عودة أبو الحكي باهتمام نقدي واسع داخل الأوساط الأدبية المغربية والفرنكوفونية، حيث اعتُبرت استمراراً لمشروع إدمون عمران المالح في مساءلة الذاكرة والهوية من خلال بناء سردي يتقاطع فيه التاريخ بالأسطورة. أشاد النقاد بلغتها الشعرية الكثيفة وقدرتها على تجسيد التعدد الثقافي المغربي، خاصة عبر مزجها بين العربية والفرنسية والدارجة، ورأوا فيها نصاً يرسّخ حضور الكاتب كأحد أبرز روائيي الهامش والمنفى. كما اعتُبرت الرواية إضافة نوعية إلى الأدب المغربي المكتوب بالفرنسية، لجرأتها في تفكيك قضايا الشتات واليهودية المغربية والهوية المركبة، مما منحها موقعاً مميزاً في النقد الأدبي المعاصر.